# Anne-Marie Nenzell
Anne-Marie Gustafsdotter Nenzell, född 29 maj 1949,  är en svensk före detta friidrottare (medeldistans). Hon tävlade för klubben IFK Sundsvall och utsågs år 1969 till Svensk grabb/tjej nummer 251. Vid EM i Athen år 1969 kom hon på sjunde plats på 800 meter och åttonde plats på 1 500 meter.
Uttagen till OS i München 1972. Utslagen i försöken på 1500 meter med tiden 4.16,67.
Hon gjorde 20 landskamper och slog åtta svenska rekord på 800 och 1500 meter under några få år (1969-72) varav fem nordiska.

## Personliga rekord
- 800 meter - 2.03,5 (Västberlin 4 juli 1970)
- 1 500 meter - 4.15,2 (Oslo 3 augusti 1972)
- 1 engelsk mil - 4.44,9 (Rom 16 maj 1970)
- 3 000 meter - 9.57,8 (Helsingfors 20 maj 1975)